# Projecte Breakthrough Starshot

Imatge virtual del sistema Alfa del Centaure, objectiu de les sondes StarChip.

Breakthrough Starshot és un projecte d'investigació i enginyeria espacial per a desenvolupar una flota de sondes interestel·lars propulsades per veles solars. L'objectiu és que aquestes sondes arribin al sistema Alfa del Centaure, situat a 4,34 anys llum de distància de la Terra, i sobrevolin Pròxima Centauri b, un exoplaneta situat a la zona habitable de l'estrella amfitriona, Pròxima Centauri.
Està previst que les sondes, anomenades StarChip, puguin assolir entre el 15% i el 20% de la velocitat de la llum,  gràcies a l'impuls làser i la vela solar. El temps de viatge seria d'entre vint i trenta anys, als quals s'han d'afegir quatre anys més per rebre el missatge de retorn de la sonda a la Terra.
El projecte va ser creat l'any 2016 per Julia i Yuri Milner, Stephen Hawking i Mark Zuckerberg, i s'emmarca en el conjunt de projectes de Breakthrough Initiatives.

## Generalitats

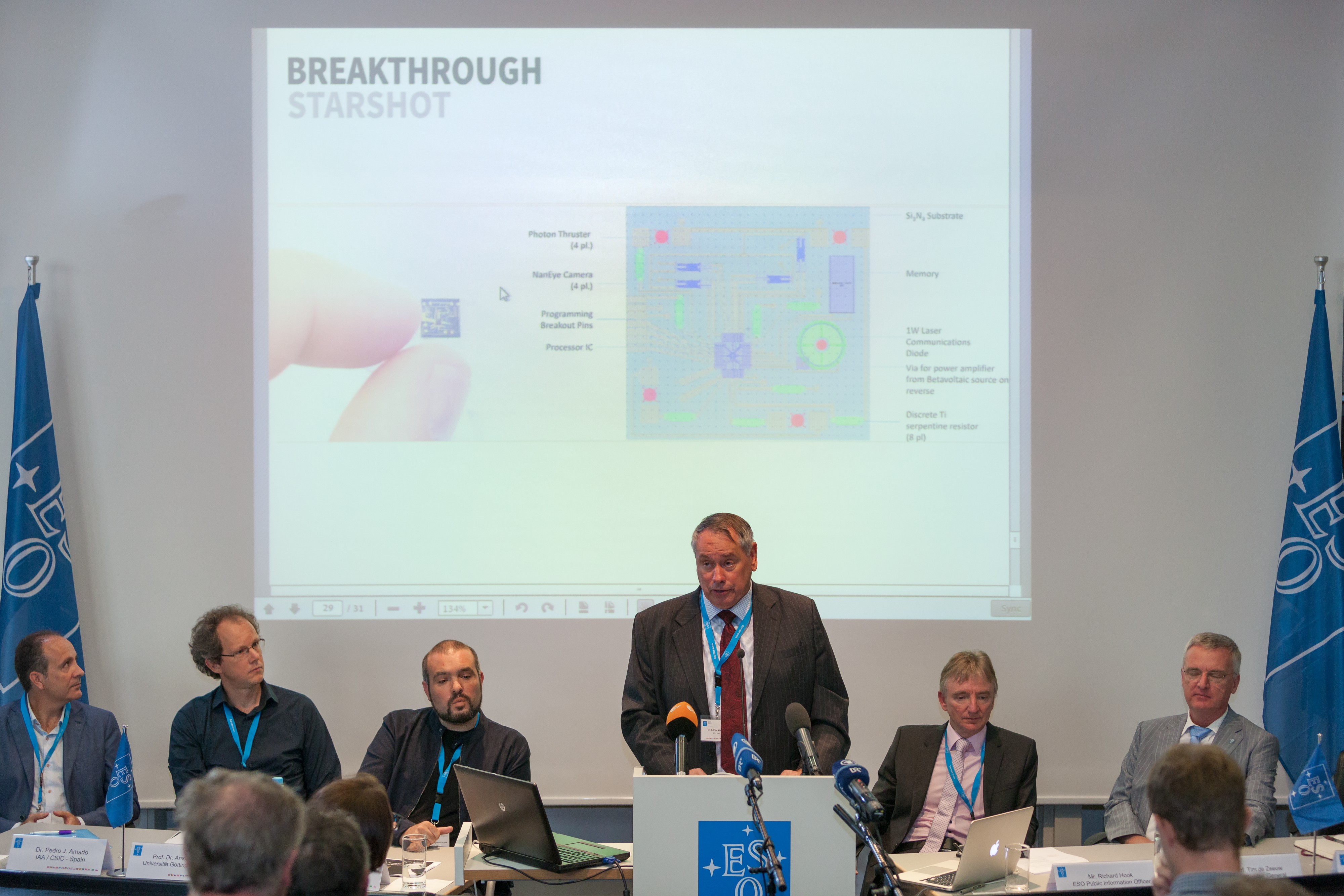
Pete Worden, director executiu del projecte Starshot, comentant-ne els detalls.

El projecte es va anunciar el 12 d'abril de 2016. L'esdeveniment es celebrà a Nova York, promogut pel físic i multimilionari Yuri Milner, juntament amb el cosmòleg Stephen Hawking. La iniciativa compta amb un finançament inicial de 100 milions de dòlars. Amb tot, Milner situa el cost final de la missió entre 5 i 10.000 milions de dòlars, i estima que la primera nau podria llançar-se pels volts de 2036. Pete Worden és el director executiu del projecte i el professor de Harvard Avi Loeb presideix el consell assessor.

## Objectius
El programa Breakthrough Starshot té com a objectiu demostrar la possibilitat d'enviar nanosondes espacials ultraràpides impulsades per làser i establir les bases per a un primer llançament a Alfa Centauri durant la pròxima generació. La sonda espacial podria sobrevolar, obtenir imatges i dades de qualsevol món semblant a la Terra del sistema Alfa del Centaure.
Els fonaments conceptuals d'aquest tipus de viatge interestel·lar van ser descrits per Philip Lubin de la Universitat de Califòrnia  Santa Barbara, l'any 2016, amb l'article «Un full de ruta per al vol interestel·lar». Segons aquest estudi, per a l'enviament d'una sonda lleugera d'aquest tipus serà necessària la creació d'una matriu en fase de raigs làser de diversos quilòmetres, amb una potència de fins a 100 GW.

## Vela solar

Concepte de vela solar

El projecte Starshot preveu llançar una "nau mare" que transporti un miler de petites naus espacials (de només centímetres de llargària) fins a una òrbita terrestre de gran altitud per al seu desplegament. Una matriu de làsers, situada a la superfície de la Terra, enviaria un feix de llum a les veles de les sondes espacials per accelerar-les fins a la velocitat adient, amb una acceleració mitjana de l'ordre de 100 km/s2, i una energia d'il·luminació de l'ordre d'1 terajoule (TJ) per a cada vela.
El model de vela preliminar tindria una superfície de 16 m2 (4 m × 4 m). Amb tot, durant una revisió del model, duta a terme l'octubre de 2017,  va estudiar-se la possibilitat de construir veles amb forma circular, trobant-hi una reducció de costos significativa amb veles de 5 m de diàmetre.
Atès que el planeta de tipus terrestre Pròxima Centauri b es troba a la zona habitable del sistema, la sonda seria enviada a una distància d'1 unitat astronòmica del planeta. Des d'aquesta distància, les càmeres de la sonda podrien capturar imatges amb prou resolució per a obtenir-ne els detalls de la superfície.
La flota constaria d'unes 1000 nanosondes espacials. Cadascuna, anomenada StarChip, tindria la mida d'un nanosatèl·lit, amb uns pocs grams de pes. Les sondes serien propulsades per una matriu de 10 quilòmetres quadrats de làsers terrestres amb una potència combinada de fins a 100 GW. El motiu d'enviar un nombre elevat de sondes StarChip (fins a 1000) pretén compensar les potencials pèrdues del moltes d'elles durant el trajecte, atès l'elevat nombre de col·lisions amb el pols interestel·lar.

## La sonda StarChip

### Reptes tècnics
La propulsió d'una vela solar requereix una potència enorme. Per exemple, un làser amb un gigawatt de potència (aproximadament la sortida d'una gran central nuclear) només proporcionaria uns quants newtons d'empenta a la sonda. Tanmateix, una sonda amb una massa petita, de només uns quants grams, podria compensar la baixa empenta del làser. Per aquest motiu, l'instrumental de la sonda StarChip (càmera, ordinador, sistemes de comunicacions, font d'energia i vela solar) s'haurien de miniaturitzar per adaptar-se a un massa límit. A més, tots els components han de ser dissenyats per suportar acceleracions extremes, el fred i el buit de l'espai, i les col·lisions amb pols espacial. De fet, s'espera que cada centímetre quadrat de secció frontal de la sonda xoqui a gran velocitat amb unes mil partícules de mida de 0,1μm.
A banda de la miniaturització de la sonda, un altre repte és la propulsió. Enfocar un conjunt de làsers a la vela solar serà difícil a causa de les turbulències atmosfèriques, de manera que s'ha proposat utilitzar una infraestructura làser situada a l'espai. A més, a causa de la mida de la vela lleugera i la distància de la vela al làser fins al final del procés d'acceleració, caldria una òptica de combinació coherent molt gran per poder enfocar el làser sense error. En aquest sentit, s'ha de tenir en compte que el límit de difracció de la llum estableix un diàmetre mínim del feix làser per a poder enfocar-lo de manera coherent. Per exemple, per accelerar la vela de 4 m a un 20% de la velocitat de la llum (0,2 c) cal combinar òptiques d'aproximadament 3 quilòmetres de diàmetre per enfocar la llum làser a la vela.
El darrer repte important és el sobrevol orbital de la sonda. El projecte preveu que la sonda o sondes supervivents sobrevolin els planetes extrasolars del sistema Alfa del Centaure a gran velocitat. Alguns científics han proposat l'ús d'ajuda fotogravitacional per frenar la sonda i permetre-la entrar en òrbita utilitzant un sistema d'aerofrenada. Tanmateix, per aconseguir-ho, cal una vela que sigui molt més lleugera i molt més gran que la vela inicialment proposada.

### Equipament de la sonda
A més de la vela solar, cada sonda StarChip portarà càmeres fotogràfiques miniaturitzades, processador, sistemes de navegació i comunicacions, una font d'alimentació i propulsors de fotons. A continuació es detallen els components de la sonda i les seves característiques.
| Components                 | Característiques |
| -------------------------- | --- |
| Càmeres alta resolució     | Cinc càmeres digitals, cadascuna amb una resolució mínima de 2 megapíxels. |
| Processador                | Quatre processadors d'alta capacitat i de petita mida. |
| Impulsors de fotons        | Quatre propulsors de fotons, cadascun amb capacitat mínima per funcionar amb un làser de díode d'1 W. |
| Bateria                    | Una bateria atòmica de 150 mg, alimentada amb plutoni-238 o americi-241. |
| Revestiment protector      | Recobriment fet de coure de beril·li, per protegir la nanoonda de les col·lisions de pols còsmica i l'erosió de partícules atòmiques. |
| Vela lleugera              | Vela lleugera quadrada, de no més de 4 m de costat, contruida, probablement, amb grafè. En tot cas, el material hauria de ser molt prim i ser capaç de reflectir el raig làser mentre absorbeix una petita fracció de l'energia incident; en cas contrari, es podria vaporitzar la vela. Altrament, la vela també pot servir com a font d'energia durant el trajecte, perquè les col·lisions amb àtoms del medi interestel·lar lliurarien 60 watts/m2 de potència. |
| Transmissor de dades làser | Un comunicador làser, que utilitzi la vela lleugera com a reflector principal, podria aconseguir velocitats de transmissió de dades de 2,6 a 15 bauds per watt de potència transmesa a la distància d'Alfa Centauri, suposant un telescopi receptor a la Terra de 30 m de diàmetre |